# Creaton GmbH
 (novembre 2023).
Si vous disposez d'ouvrages ou d'articles de référence ou si vous connaissez des sites web de qualité traitant du thème abordé ici, merci de compléter l'article en donnant les références utiles à sa vérifiabilité et en les liant à la section « Notes et références ».
Pour l’article homonyme, voir Creaton.
Creaton est une entreprise allemande produisant des tuiles en terre cuite. L'entreprise se positionne notamment sur le marché des tuiles plates et est l'un des principaux fabricants de tuiles pressées en Europe.
La société fait partie de l'entreprise française Terreal depuis 2021.

## Histoire
En 1884, Alois Berchtold fonde à Wertingen une briqueterie, moderne pour l'époque[réf. nécessaire]. 
Anton Ott fonde une briqueterie à Autenried en 1934. Des briques sont produites sur ce site depuis 300 ans. À partir de 1945, son fils Ernst Ott se spécialise dans la production de formes de briques classiques.
Le 1er janvier 1992, les sociétés Josef Berchtold GmbH et Ernst Ott GmbH fusionnent pour former Creaton Berchtold & Ott GmbH, puis Creaton est transformée en société par actions et cotée en bourse en 1995. Le rachat de Ströher GmbH en 1998 permet d'avoir un nouveau site pour le groupe. 
La première usine étrangère de Creaton est ouverte à Lenti, en Hongrie, en 2004 afin de développer les marchés de l'Europe du Sud-Est.
Le groupe belge de matériaux de construction Etex devient l'actionnaire majoritaire de Creaton en 2005 et, avec les marques déjà acquises, Pfleiderer et Meindl, atteint la première position du marché des tuiles en terre cuite en Allemagne. En 2007, ces marques sont regroupées au sein du groupe de marques Creaton. 
Début 2009, des amendes d'un montant total de 188 millions d'euros sont infligées à plusieurs entreprises du secteur des tuiles en terre cuite pour leurs participations à des accords restreignant la concurrence dans le secteur, Creaton en fait partie. 
La société par actions prend la forme d'une société GmbH en juillet 2018.
En 2021, Creaton fusionne avec le groupe français Terreal.
En décembre 2022, un projet de rachat de Terreal (et donc de Creaton) est mis en place par l'autrichien Wienerberger. L'autorité de la concurrence approuve le rachat en janvier 2023 et il est conclu en février 2024 ,.